# Gabriel Jesus
Gabriel Fernando de Jesus, född 3 april 1997 i São Paulo, är en brasiliansk fotbollsspelare som spelar som anfallare för Arsenal i Premier League. Han spelar även för det brasilianska landslaget.

## Klubbkarriär
Jesus började sin fotbollskarriär i Palmeiras, men köptes under sommaren 2016 av fotbollsklubben Manchester City för 300 miljoner kronor. Han debuterade mot Tottenham Hotspur, då han byttes in i den 82:a minuten. Första målet för Manchester City kom mot West Ham United  den 1 februari 2017.
Den 4 juli 2022 blev övergången till Arsenal officiell. Värvningen kostade totalt 562 miljoner kronor inklusive diverse tilläggsavgifter.

## Landslagskarriär
I november 2022 blev Jesus uttagen i Brasiliens trupp till VM 2022.